# المشيرفة (حمص)
المشيرفة قرية في ناحية حديدة التابعة لمنطقة تلكلخ في محافظة حمص في سورية.